# Percy Walters
Pour les articles homonymes, voir Walters.
Percy Walters, né le 30 septembre 1863 à Ewell (Angleterre), mort le 6 octobre 1936 à Ashtead (Angleterre), est un footballeur anglais, qui évoluait au poste d'arrière latéral au Old Carthusians FC et en équipe d'Angleterre.
Walters n'a marqué aucun but lors de ses treize sélections avec l'équipe d'Angleterre entre 1885 et 1890.

## Carrière de joueur
- 1885 : Oxford University
- 1885-1892 : Corinthians FC
- 1885-1895 : Old Carthusians FC

## Palmarès

### En équipe nationale
- 13 sélections et aucun but avec l'équipe d'Angleterre entre 1885 et 1890.

### Avec Old Carthusians
- Finaliste de la Coupe d'Angleterre amateur de football  en 1895.